# Norsk Lærerakademi
Die Norsk Lærerakademi (auch: NLA Høgskolen) ist eine private, christlich ausgerichtete Pädagogische Hochschule in Norwegen. Sie verfügt über drei Standorte – Bergen, Oslo und Kristiansand – und ist staatlich akkreditiert. Sie ist die einzige private Hochschule in Norwegen, die ein Lehramtsstudium anbietet. Die Studienorte sind nach Fächern aufgeteilt, sodass die pädagogischen Angebote in Bergen stattfinden, die wirtschaftlichen und musikwissenschaftlichen in Oslo und die medienwissenschaftlichen und journalistischen in Kristiansand. Derzeitiger Rektor ist Erik Waaler.
Die NLA wurde bereits 1968 in Bergen gegründet und wurde durch Zukauf zweier Einrichtungen an den beiden anderen Standorten per 1. Januar 2013 erweitert. Derzeit (Dezember 2018) verfügt sie über ca. 2300 Studenten (1570 weiblich, 700 männlich) und ca. 218 Angestellte (VZÄ, davon ca. 54 % weiblich). Die größten Studiengänge sind verschiedene Grundschullehramtsstudiengänge mit insgesamt 530 Immatrikulierten und Kindergartenerzieher (Bachelor) mit 190 eingeschriebenen Studenten. In den pädagogischen Masterstudiengängen sind etwa 100 Studenten immatrikuliert. Darüber hinaus bietet die Hochschule berufsbegleitende Studiengänge und Kurzstudiengänge (arsstudium) in verschiedenen Feldern an, etwa Journalistik und Wirtschaft.